# Brodulf
Brodulf est un noble franc du début du VIIe siècle. Une fausse généalogie du XIVe siècle en fait un descendant du roi Clodion le Chevelu.

## Biographie
Un Brunulphe est mentionné dans la Gesta Dagoberti I. Regis Francorum, composée vers 830 à l'abbaye de Saint-Denis, manuscrit où il a les qualités de frère de la reine Sichilde et d'oncle maternel de Charibert, frère de Dagobert Ier. Il ne fait pas l'objet d'autres citations ailleurs, mais la chronique de Frédégaire, composée par ce dernier  en 727, mentionne un Brodulf, oncle de Charibert. L'hypothèse la moins douteuse consiste à considérer Brunulphe comme une mauvaise transcription de Brodulf ainsi que semble le montrer la similitude entre les deux passages suivants :

« Charibert, son frère, s’efforça de s’emparer du royaume ; mais, à cause de son imbécillité, sa volonté eut peu d’effet. Brodulf, son oncle, voulant l’établir sur le trône, commença à se soulever contre Dagobert ; mais l’événement en décida autrement »

— Frédégaire, Chronique
.

« Charibert, son frère, s’efforçait de s’emparer du royaume, mais à cause de son imbécilité, sa volonté avait peu d’effet. Brunulf, frère de la reine Sichilde, voulant faire régner son neveu Charibert, avait commencé à se révolter contre Dagobert ; mais l’événement en décida autrement. »

— un moine de Saint-Denis , Gesta Dagoberti I. Regis Francorum
.
En 629, à la mort de Clotaire II, il se prononce en faveur de son neveu Charibert, dont il soutient les prétentions au trône au détriment de celles de Dagobert Ier ; ayant échoué tant politiquement que militairement face à ce dernier, qui se fait proclamer roi, Brodulf vient, avec Charibert, lui témoigner sa soumission. Quelque temps après, Charibert ayant été nommé roi d'Aquitaine, Brodulf, craignant d'être soupçonné de vouloir encore favoriser ce prince, décide de suivre Dagobert en  Bourgogne. Arrêté néanmoins très rapidement près de Saint-Jean-de-Losne, sur l'ordre de Dagobert qui reste méfiant, il est mis à mort par trois officiers de la cour, les ducs Amalgaire et Arnebert ainsi que le patrice Willibaud, vers 636,,. On lui connait une fille, Theotrude, héritière du propriétaire terrier Landegisel (frère de la reine Nantilde) en 626.

## Généalogie fictive
Au Moyen Âge, diverses généalogies  ont été produites qui attribuent des ascendants à cette fratrie. Ainsi, au XIVe siècle, Jacques de Guyse donne Brunulphe comme fils d'un comte de Templatum et d’une sœur de sainte Aye, fille de Brunulphe comte de Cambraisis et femme de saint Hidulphe, prince de Hainaut, enfin lointaine descendante de Clodion le Chevelu. Joachim Vos, prétend que Brunulphe et Gomatrude sont issus d’un autre Brunulphe, comte d'Ardennes et frère de saint Arnould, et de Clotilde, sœur de sainte Aye. Mais ces ouvrages composés sur le tard n’offrent aucune affirmation qui parvienne à résister à la critique moderne, aucun des éléments présentés ne pouvant finalement être retenu.
L'avancée des travaux historiques modernes n'a pas empêché certaines publications récentes et grand public traitant de Sichilde, de la dire fille d'un comte d'Ardennes.